# 174
174（百七十四、ひゃくななじゅうよん）は、自然数、また整数において、173の次で175の前の数である。

## 性質
- 174は合成数であり、約数は 1, 2, 3, 6, 29, 58, 87 と 174 である。
  - 約数の和は360。
    - 39番目の過剰数である。1つ前は168、次は176。
- 15番目の楔数である。1つ前は170、次は182。
- 174 = 52 + 62 + 72 + 82
  - 4連続平方和で表せる5番目の数である。1つ前は126、次は230。
  - 174 = 12 + 22 + 52 + 122 = 12 + 32 + 82 + 102 = 12 + 42 + 62 + 112 = 22 + 52 + 82 + 92 = 32 + 42 + 72 + 102 = 52 + 62 + 72 + 82
    - 異なる4つの平方数の和6通りで表せる最小の数である。次は234。(オンライン整数列大辞典の数列 A025381)
    - 異なる4つの平方数の和 n 通りで表せる最小の数である。1つ前の5通りは126、次の7通りは190。(オンライン整数列大辞典の数列 A025417)
- 正六十角形の内角は174°である。
  - 正 n 角形において内角が度数法で整数になる17番目の角度である。1つ前は172°、次は175°。(オンライン整数列大辞典の数列 A110546)
- 1/174 = 0.00574712643678160919540229885… (下線部は循環節で長さは28)
  - 逆数が循環小数になる数で循環節が28になる6番目の数である。1つ前は145、次は232。
- 約数の和が174になる数は1個ある。(173) 約数の和1個で表せる39番目の数である。1つ前は171、次は176。
- 各位の和が12になる13番目の数である。1つ前は165、次は183。
- 174 = 12 + 22 + 132 = 22 + 72 + 112 = 52 + 72 + 102
  - 3つの平方数の和3通りで表せる17番目の数である。1つ前は173、次は179。(オンライン整数列大辞典の数列 A025323)
  - 異なる3つの平方数の和3通りで表せる8番目の数である。1つ前は173、次は182。(オンライン整数列大辞典の数列 A025341)
- 174 = 63 − 62 − 6
  - n = 6 のときの n3 − n2 − n の値とみたとき1つ前は95、次は287。(オンライン整数列大辞典の数列 A152015)

## その他 174 に関連すること
- 西暦174年
- 紀元前174年
- 年始から数えて174日目は6月23日、閏年は6月22日。
- 第174代ローマ教皇はクレメンス3世（在位：1187年12月19日～1191年3月下旬）である。
- UFC 174
- TOI-174
- シャーク (USS Shark, SS-174) は、アメリカ海軍の潜水艦。
- バス174は、ブラジルの映画作品。
- ケプラー174d
- 第174回国会